# 愛知県道335号南大須鴨田線
愛知県道335号南大須鴨田線（あいちけんどう335ごう みなみおおすかもだせん）は、愛知県岡崎市内を通る一般県道である。

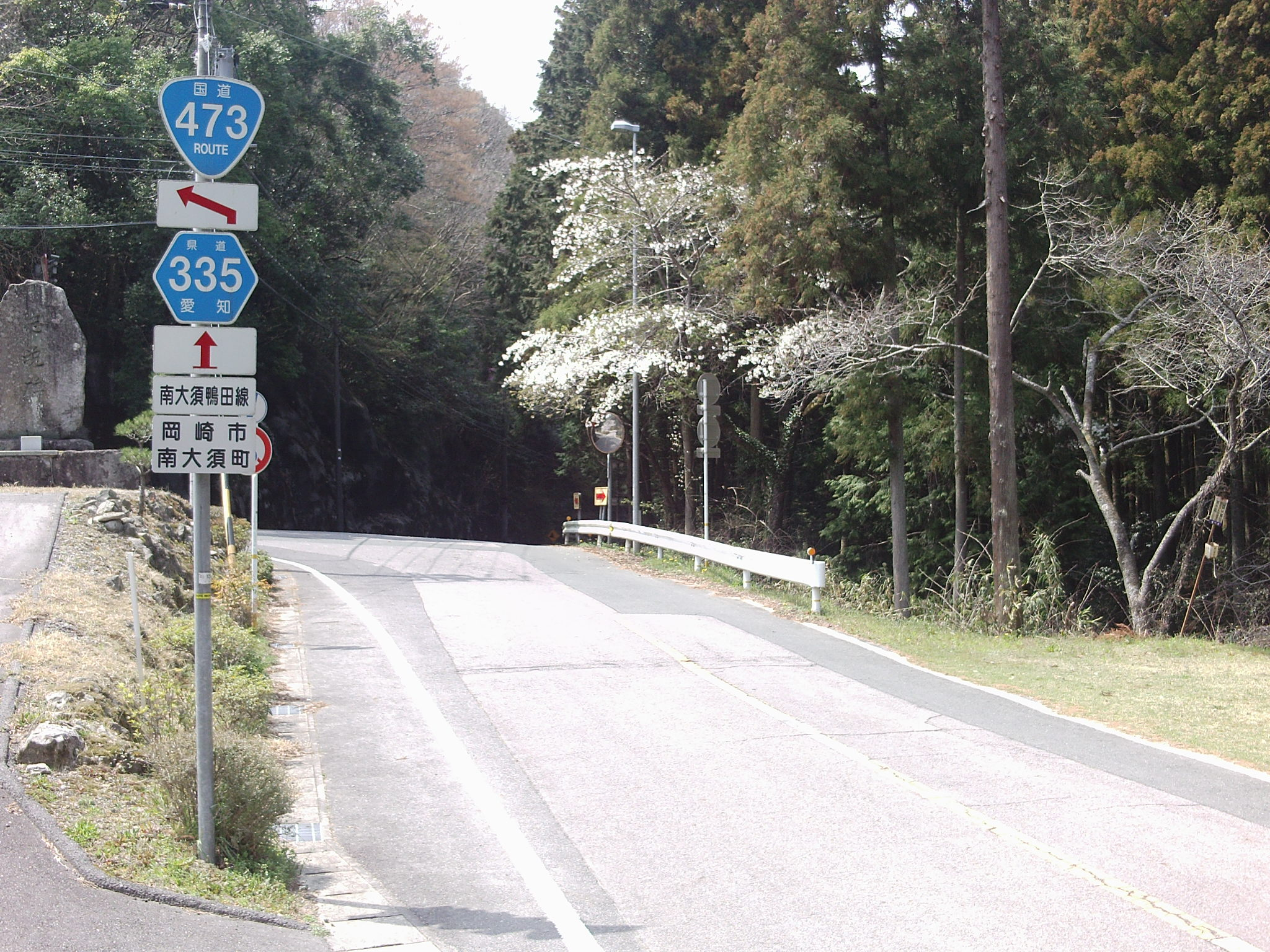
起点の南大須町。ここから旧額田町の山間部を下ってゆく。

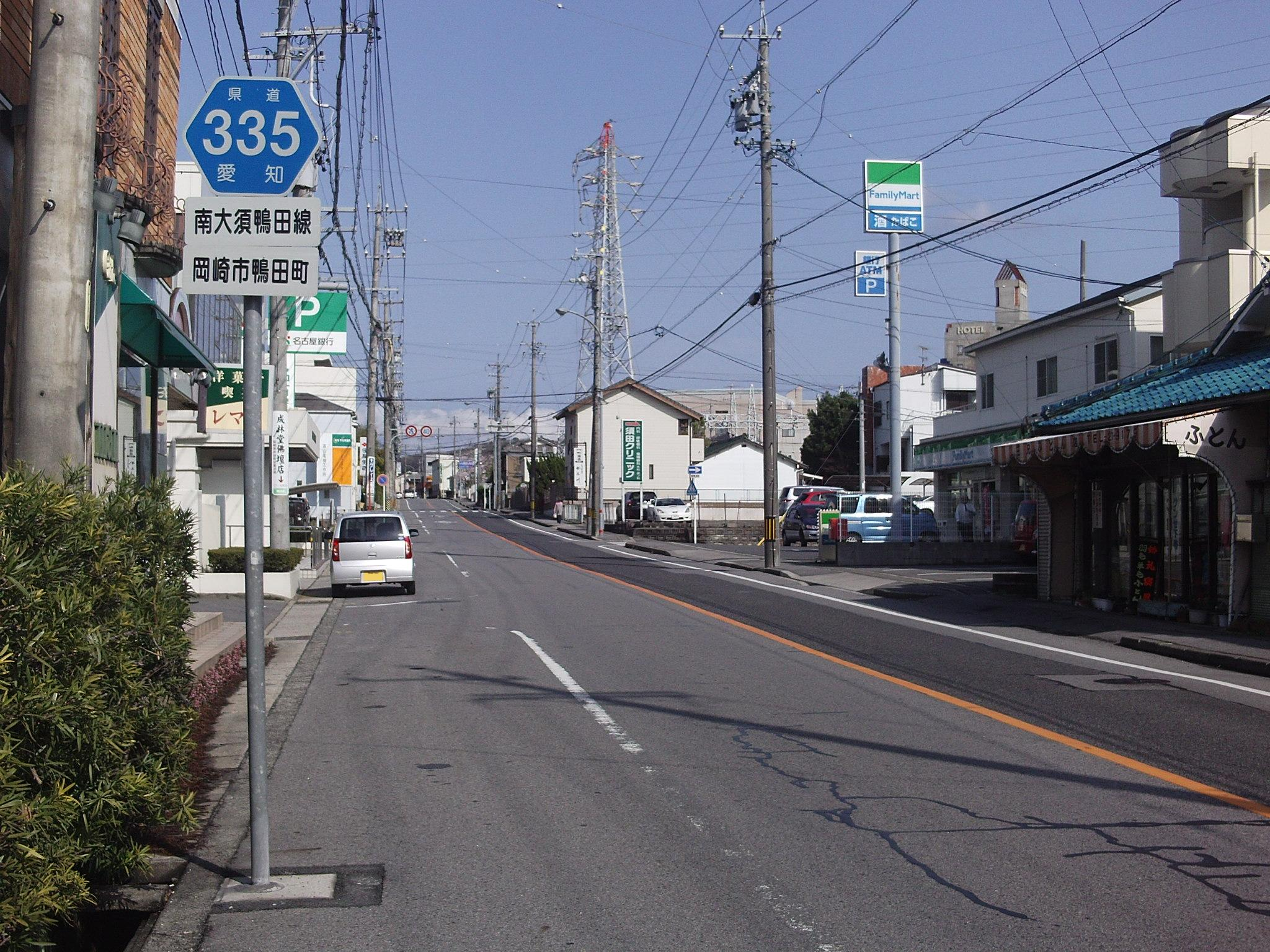
終点の鴨田町。青木橋通りに接する。

## 概要
旧額田町の山間部から西に向かい岡崎市街地に至る道路である。途中で交差する各県道間を連絡する機能もある。

### 路線データ
- 起点：愛知県岡崎市南大須町（国道473号交点）
- 終点：愛知県岡崎市鴨田町（鴨田交差点）

## 沿革
- 1959年12月15日 認定

## 通過する自治体
- 愛知県
  - 岡崎市

## 接続する道路
- 国道473号（岡崎市南大須町）
- 作手街道：愛知県道35号岡崎設楽線（岡崎市須淵町地内で重複）
- グランドロード：愛知県道477号東大見岡崎線（岡崎市滝町・総合グランド西交差点間で重複）
- 春日通り（魂場交差点）
- 青木橋通り：愛知県道39号岡崎足助線（鴨田交差点）

## 周辺
- 額田ゴルフ倶楽部
- 須佐之男神社（南大須町）
- 岡崎やすらぎ公園
- ザ・トラディションゴルフクラブ
- 岡崎市立常磐中学校
- 滝山東照宮
- 滝山寺
- 滝団地
- 岡崎総合運動場
- 九品院
- 大樹寺

## バス路線
- 名鉄バス：東岡崎 - 滝団地、東岡崎 - 大井野口 - 大沼

## 別名
- 大沼街道（岡崎市、豊田市）